# Polyplectron

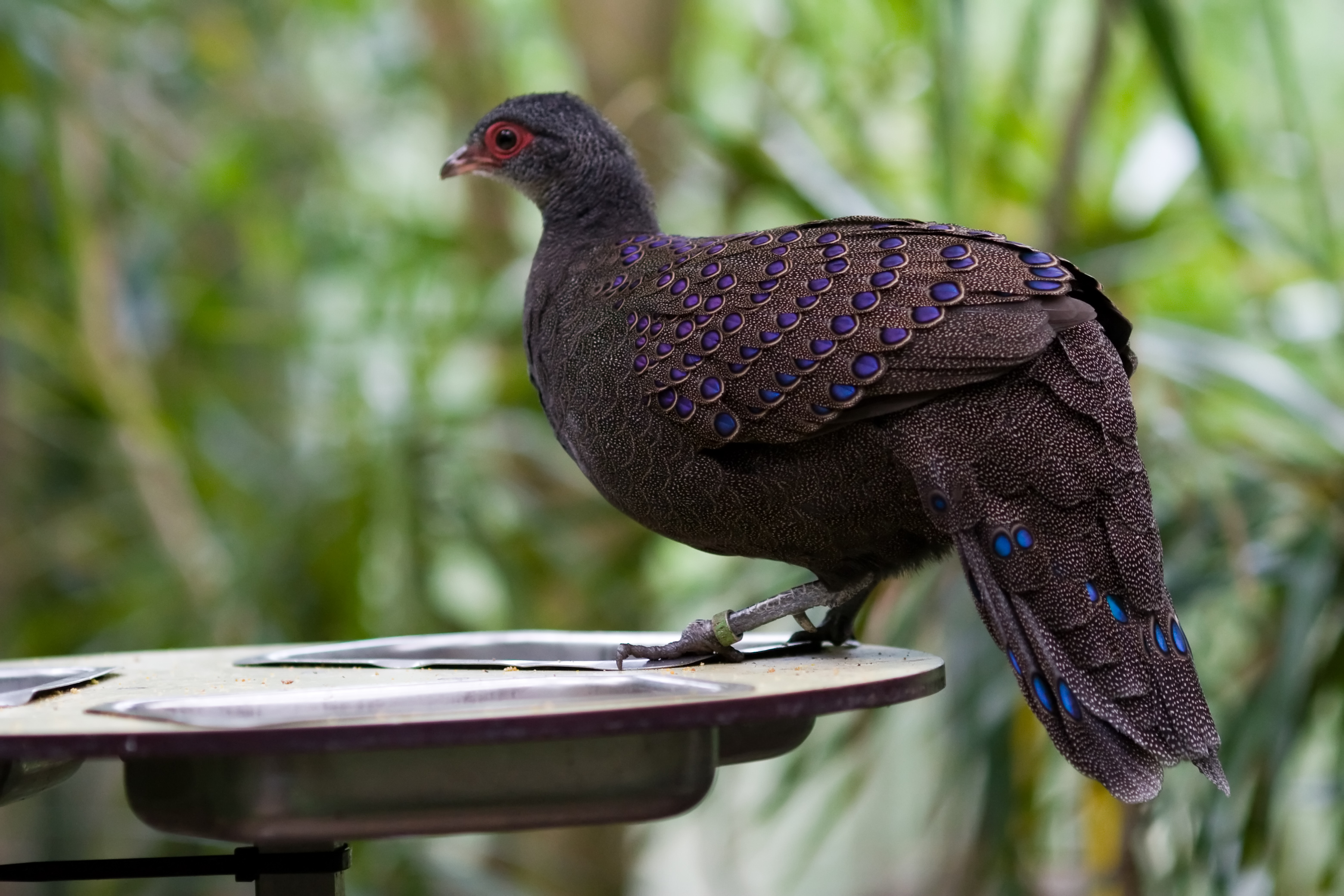
A pávafácánok hímjeinek legfeltűnőbb ékessége a pávaszemekkel dúsan ellátott farka, mint a barna pávafácán (Polyplectron germaini) hímjénél is látható

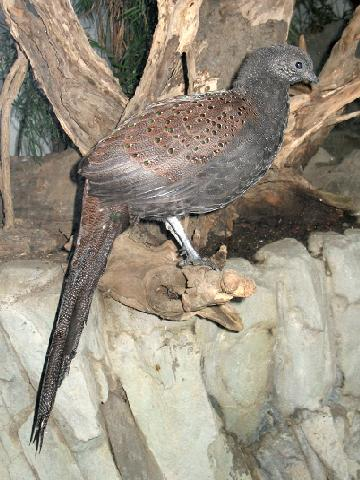
Az egyetlen hegyvidéki területen élő faj a hegyi pávafácán (Polyplectron inopinatum)

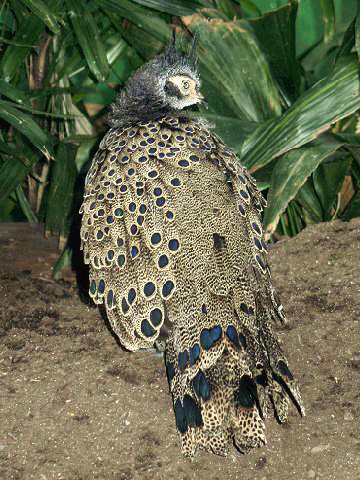
A maláj pávafácán (Polyplectron malacense) az egyik leginkább fenyegetett faj a nemből

A Polyplectron vagy magyarul pávafácán a madarak osztályába, a tyúkalakúak (Galliformes) rendjébe és a fácánfélék (Phasianidae) családjába tartozó nem.
A nembe sorolt fajok nem a pávák és fácánok hibridjei, hanem egy jól elkülöníthető szürke vagy barna színű fácánnem. Hímjeinek ragyogó "pávafarka" van, melyet többnyire dúsan díszítenek a tündöklő pávaszemek. Farkukat felemelik és széttárják az udvarlás során.

## Rendszerezés
Besorolásuk vitatott, egyes rendszerezők a fácánformák (Phasianinae) alcsaládjába sorolják a nemet.
A nembe az alábbi 8 faj tartozik:
- bronzfarkú pávafácán (Polyplectron chalcurum)
- hegyi pávafácán (Polyplectron inopinatum)
- barna pávafácán (Polyplectron germaini)
- pávaszemes fácán (Polyplectron bicalcaratum)
- hajnani pávafácán (Polyplectron katsumatae)
- maláj pávafácán (Polyplectron malacense)
- borneói pávafácán (Polyplectron schleiermacheri)
- díszes pávafácán (Polyplectron napoleonis, korábban Polyplectron emphanum)

A díszes pávafácán (Polyplectron napoleonis) sok tekintetben elüt rokonaitól. Ez a leginkább izoláltan élő faj, mely kizárólag a Fülöp-szigetekhez tartozó Palawan sűrű trópusi erdeiben fordul elő.
Legközelebbi rokonfaja az alig ismert életmódú borneói pávafácán (Polyplectron schleiermacheri), mely Borneó szigetének síkvidéki esőerdeiben honos. Ez a faj bizonyos tulajdonságai alapján szoros rokonságban áll a maláj pávafácánal (Polyplectron malacense), mely kizárólag a Maláj-félsziget déli részén fordul elő. Mindkét faj tojói egyszerre csak egyetlen tojást raknak, mely egyedülálló a fácánfélék családján belül. Feltehetően a trópusi éghajlathoz való alkalmazkodás eredménye, mivel egész évben tudnak költeni.

## Előfordulásuk
Elterjedési területük Ázsia trópusi és szubtrópusi részére esik.

## Megjelenésük
A pávafácánok tollazata egyszínű szürkés vagy barnás, hiányzik róluk a többi fácánfajra jellemző tarka tollazat. A szépen mintázott farokfedő tollakat kivéve a hím és a nőstény között nincs észrevehető különbség. A hímek ha összecsukva tartják farkukat nagyon jelentéktelen színűnek tűnnek, kivéve a díszes pávafácán (Polyplectron napoleonis) hímjét, melynek színpompás külsejére utal a neve is.
A fácánfélék többségére jellemző csupasz, élénk színű bőrlebernyegek az arcon és a nyakon, a pávafácánoknál teljesen hiányoznak.
A fajok többségénél a hímek egyetlen dísze szépen színezett pávaszemekkel dúsan ellátott farokfedőtollai. A pávaszemek többnyire zöldes vagy kékes fényben irizálnak és nagyon tetszetőssé teszik az egyébként egyszínű farokfedő tollakat. Ilyen fénylő tollak kisebb méretben többnyire a szárnytollakon illetve olykor a mellen is láthatóak.
A párválasztás során döntő fontossággal bírnak a dísztollak a tojók számára.

## Életmódjuk
A pávafácánokat nem könnyű észrevenni a vadonban, mivel lakóhelyük a sűrű esőerdők, ahol az aljnövényzetben rejtőzködve élnek. A legtöbb faj kizárólag síkvidéki esőerdőkben honos. Egyedüli kivétel a hegyi pávafácán vagy más néven Rothschild-pávafácán (Polyplectron inopinatum), mely hegyvidéki területeken él. Ez a faj a Maláj-félsziget hegyvidéki esőerdeinek dús aljnövényzetében honos.
A fajok többsége kis fészekaljat rak egyszerre, egyes fajok egyszerre csak egyetlenegy tojást költenek ki. Azonban évente többször is költhetnek, mivel a trópusi övezetben nincs kifejezett szaporodási időszakuk. Több fajukról feljegyezték, hogy évente 8-11 alkalommal neveltek fiókákat.
A költés sikeressége és a fiókanevelés kizárólag a tojók feladata mindegyik fajnál. A hímek a fácánfajok többségéhez hasonlóan poligám kapcsolatban élnek és a tojókkal a párzási időszakokon kívül semmilyen kapcsolatban nem állnak.
A fiókák többnyire 20-22 napos költés után kelnek ki a tojásból. Kezdetben nem tudnak önállóan táplálékot szerezni maguknak ezért a fácánféléken belül egyedülálló módon a tojók egy ideig etetik őket. Fogságban ahol a hím madarak állandóan jelen vannak, feljegyezték, hogy olykor a hímek is megetették a fiókákat. Ezt a pávafácánok rejtőzködő életmódja miatt eddig szabadban még nem látta senki sem. A fiókák igen gyorsan megtanulnak önállóan táplálékot szerezni maguknak. Sokszor fel is ugrálnak a levegőbe, hogy elkapjanak egy-egy arra repülő rovart. Szükségük is van rá hogy hamar önellátóak legyenek, mert anyjuk igen gyorsan újra párzik és lerakja a következő fészekalját.

## Természetvédelmi helyzetük
A Polyplectron nem több faját is veszélyeztetett madárként tartják számon. A fő veszélyeztető tényezőjük mindenütt élőhelyük elpusztítása. A nemből a leginkább fenyegetett fajok a díszes pávafácán (Polyplectron napoleonis) és a maláj pávafácán (Polyplectron malacense). Mindkét fajnak viszonylag kicsi az elterjedési területe és mindkét területen intenzív erdőirtás folyik.
A nemből a legelterjedtebb faj a pávaszemes fácán vagy szürke pávafácán (Polyplectron bicalcaratum). Ez a faj sokszor az kiirtott esőerdők helyén felnövekvő másodlagos bozótosokban is megél és mivel ennek a fajnak van a legnagyobb elterjedési területe, így nem veszélyeztetett.